# Campeonato Europeo de Curling Femenino de 2022
El XLVIII Campeonato Europeo de Curling Femenino se celebró en Östersund (Suecia) entre el 19 y el 26 de noviembre de 2022 bajo la organización de la Federación Mundial de Curling (WCF) y la Federación Sueca de Curling.
Las competiciones se realizaron en la Östersund Arena de la ciudad sueca.
Inicialmente, el campeonato iba a realizarse en la ciudad de Perm (Rusia), pero debido a la invasión rusa de Ucrania, WCF decidió cambiar la sede.
Los deportistas de Rusia y Bielorrusia fueron excluidos de este campeonato debido a la invasión rusa de Ucrania.

## Tabla de posiciones
| Pos | Equipo    | G | P | G–P |
| --- | --------- | - | - | --- |
| 1   | Dinamarca | 8 | 1 | –   |
| 2   | Italia    | 6 | 3 | 1–0 |
| 3   | Suiza     | 6 | 3 | 0–1 |
| 4   | Escocia   | 5 | 4 | 2–1 |
| 5   | Suecia    | 5 | 4 | 2–0 |
| 6   | Turquía   | 5 | 4 | 1–1 |
| 7   | Alemania  | 5 | 4 | 0–1 |
| 8   | Noruega   | 5 | – |     |
| 9   | Hungría   | 1 | 8 | –   |
| 10  | Letonia   | 0 | 9 | –   |

## Cuadro final
|  | Semifinales     | Semifinales     |   |         | Final           | Final           |  |
|  | 24 de noviembre | 24 de noviembre |   |         | 26 de noviembre | 26 de noviembre |  |
|  |                 |                 |   |         |                 |                 |  |
|  |                 |                 |   |         |                 |                 |  |
|  | Dinamarca       | 11              |   |         |                 |                 |  |
|  | Escocia         | 3               |   |         |                 |                 |  |
|  |                 |                 |   |         |                 |                 |  |
|  |                 |                 |   |         |                 |                 |  |
|  |                 |                 |   |         | Dinamarca       | 8               |  |
|  |                 | Suiza           | 4 |         |                 |                 |  |
|  |                 |                 |   |         |                 |                 |  |
|  |                 |                 |   |         |                 |                 |  |
|  |                 |                 |   |         | Tercer lugar    |                 |  |
|  |                 |                 |   |         |                 |                 |  |
|  | Italia          | 5               |   | Escocia | 9               |                 |  |
|  | Suiza           | 9               |   |         | Italia          | 5               |  |

## Medallistas
| Evento | Oro                                                                             | Plata                                                                                         | Bronce                                                                          |
| ------ | ------------------------------------------------------------------------------- | --------------------------------------------------------------------------------------------- | ------------------------------------------------------------------------------- |
| Equipo | Dinamarca Madeleine Dupont Mathilde Halse Denise Dupont My Larsen Jasmin Lander | Suiza · Alina Pätz · Silvana Tirinzoni · Carole Howald · Briar Schwaller-Hürlimann · Anna Gut | Escocia Rebecca Morrison Gina Aitken Sophie Sinclair Sophie Jackson Hailey Duff |